# Cryptothelea chaquensis
Cryptothelea chaquensis är en fjärilsart som beskrevs av Köhler 1939. Cryptothelea chaquensis ingår i släktet Cryptothelea och familjen säckspinnare. Inga underarter finns listade.